# Chrysosplenium albertii
Chrysosplenium albertii là một loài thực vật có hoa trong họ Saxifragaceae. Loài này được Malyschev miêu tả khoa học đầu tiên năm 1963.